# Agrochola juncta
Agrochola juncta är en fjärilsart som beskrevs av Barend J. Lempke 1964. Agrochola juncta ingår i släktet Agrochola och familjen nattflyn. Inga underarter finns listade i Catalogue of Life.